# Albrecht Maxmilián I. Desfours
Albrecht Maxmilián I. hrabě Desfours (respektive Desfours du Mont et Athienville) (3. srpna 1629 Hrubý Rohozec – 15. ledna 1683 Praha) byl šlechtic z lotrinského rodu Desfoursů usazeného v Čechách. V armádě dosáhl hodnosti generála, na svých statcích v severních Čechách prováděl kolonizaci dosud neosídlených oblastí Jizerských hor (Albrechtice v Jizerských horách, Desná/Dessendorf, dříve Desfoursdorf)

## Život

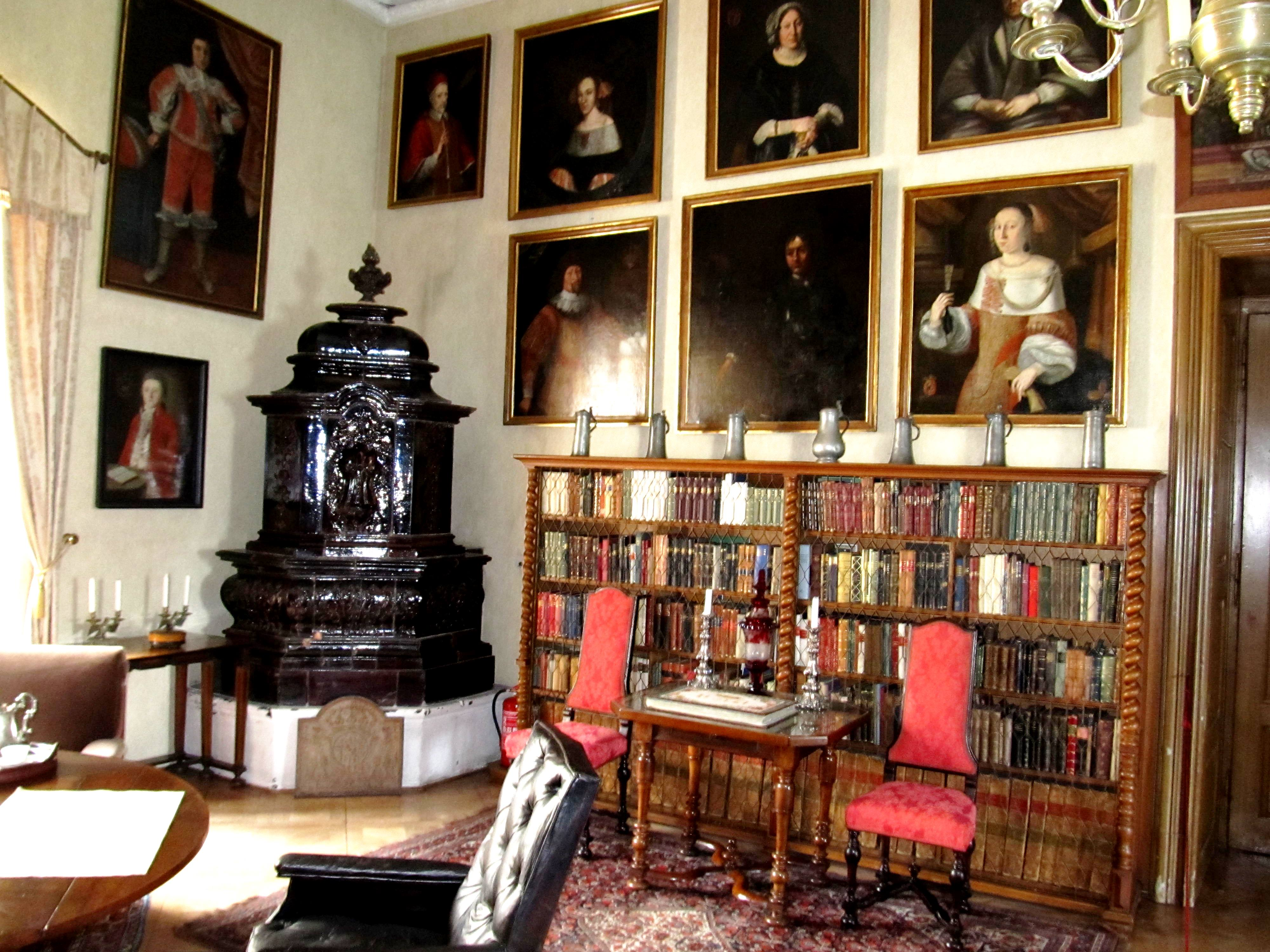
Rodová galerie Desfoursů v knihovně zámku Hrubý Rohozec, uprostřed portrét Albrechta Maxmiliána I.

Narodil se na zámku Hrubý Rohozec krátce poté, co jej získal jeho otec Mikuláš Desfours, jeho kmotrem byl Albrecht z Valdštejna. Od mládí sloužil v armádě, v níž nakonec dosáhl hodnosti generála, respektive generálního vachtmistra (1679), mimoto byl císařským komořím, tajným radou a dále přísedícím zemského a komorního soudu v Českém království. Za zásluhy mu byl v roce 1674 polepšen erb.

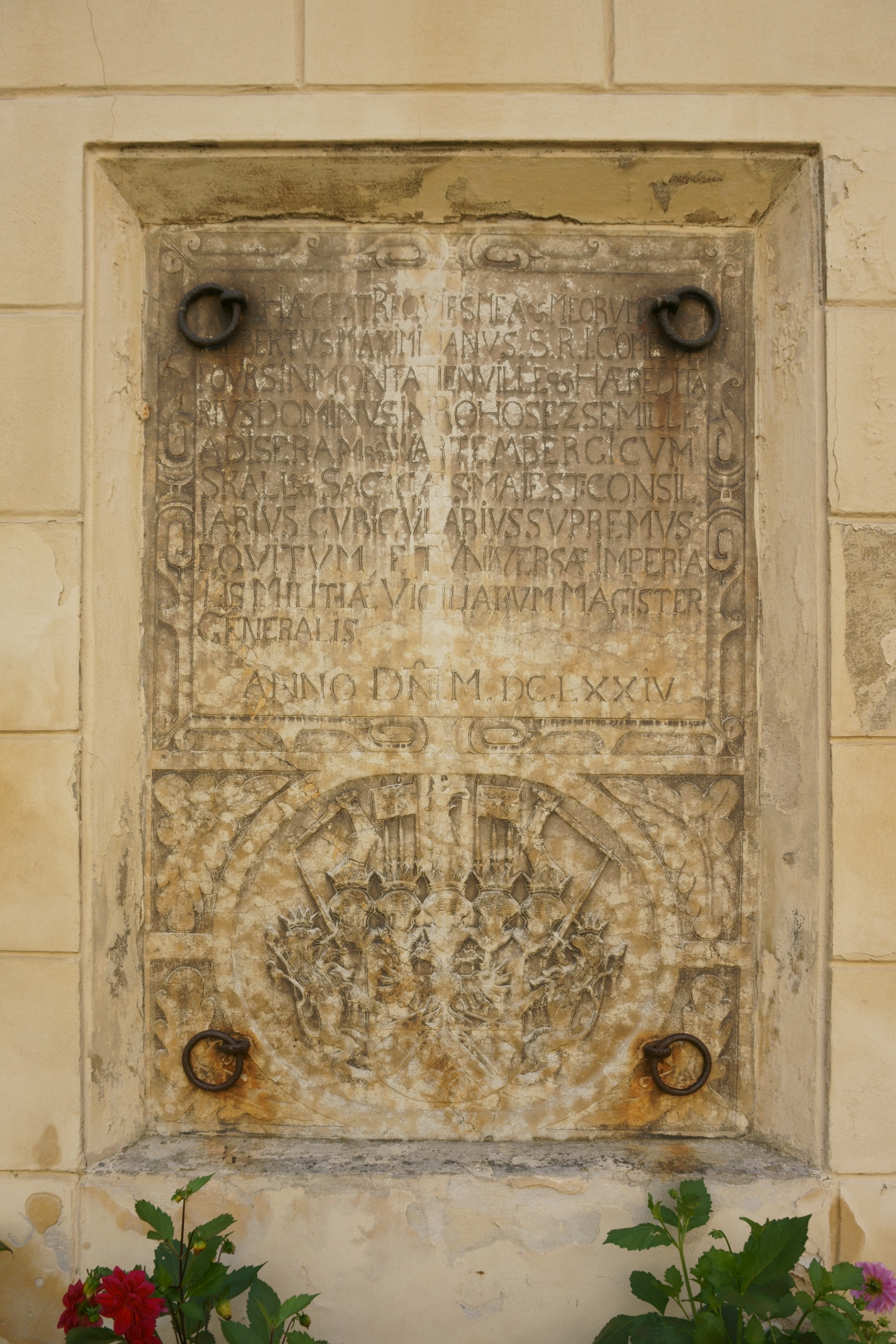
Deska původně zakrývající hrobku Albrechta Maxmiliána sv. Salvátora, v roce 1856 přesunuto na Hrubý Rohozec

Po otci zdědil panství Hrubý Rohozec, Semily, Malou Skálu a další statky, po vymřelé lotrinské větvi vlastnil také majetek v Lotrinsku (Athienville). Z Hrubého Rohozce vytvořil fideikomis potvrzený císařem Leopoldem I. (1678), pro mladší syny byly určeny statky Malá Skála a Semily. Podporoval rekatolizaci, v jejímž důsledku z jeho panství odešlo přes 2 500 osob, měl ale zásluhu na osidlování Jizerských hor, jeho jméno nesou Albrechtice v Jizerských horách a Maxov (dnes součást obce Josefův Důl). Byl též mecenášem katolické církve a na základě dohody s řádem paulánů zřídil rodovou hrobku v kostele sv. Salvátora v Praze.

## Rodina

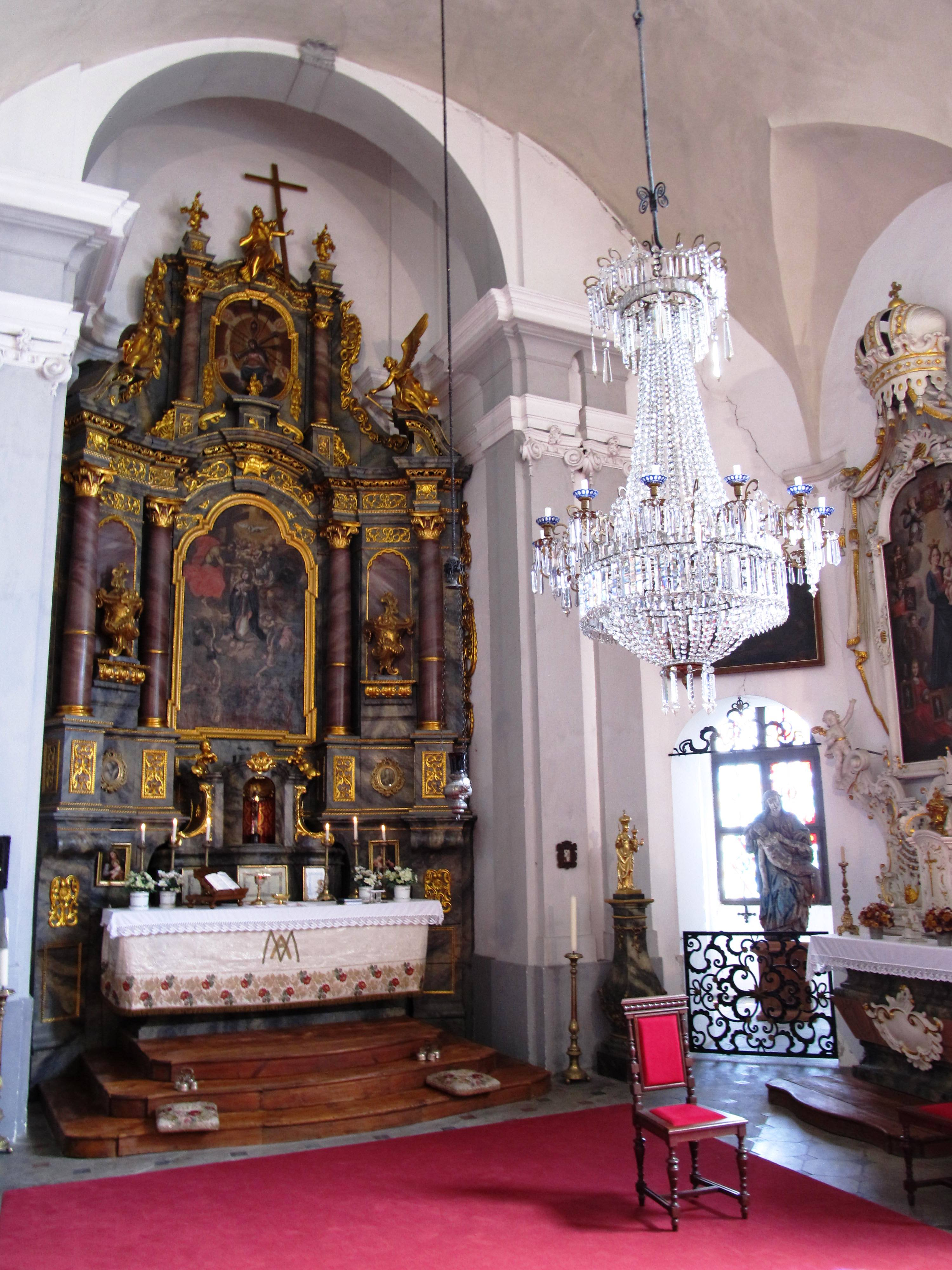
Zámecká kaple Nejsvětější Trojice na Hrubém Rohozci založená druhou manželkou Albrechta Maxmiliána I.

Byl dvakrát ženat, poprvé se oženil ve Vídni v roce 1651 s Annou Serafínou von Wolkenstein-Rodenegg (1622–1663), jeho druhou manželkou byla od roku 1663 Marie Polyxena ze Schönfeldu (1641–1697). Z obou manželství měl celkem 23 dětí, většina z nich (zvláště z prvního manželství) ale zemřela v dětství. Z druhého manželství se dospělosti dožili tři synové, kteří založili rodové větve rohozeckou (Albrecht Maxmilián II.), maloskalskou (Matyáš Václav) a semilskou (Ferdinand Magnus). Za nezletilé syny vedla poručnickou správu druhá manželka Marie Polyxena, která nechala zřídit zámeckou kapli Nejsvětější Trojice na Hrubém Rohozci a v roce 1691 založila obec Desfoursdorf (nyní Desná).